# Robert Kotick

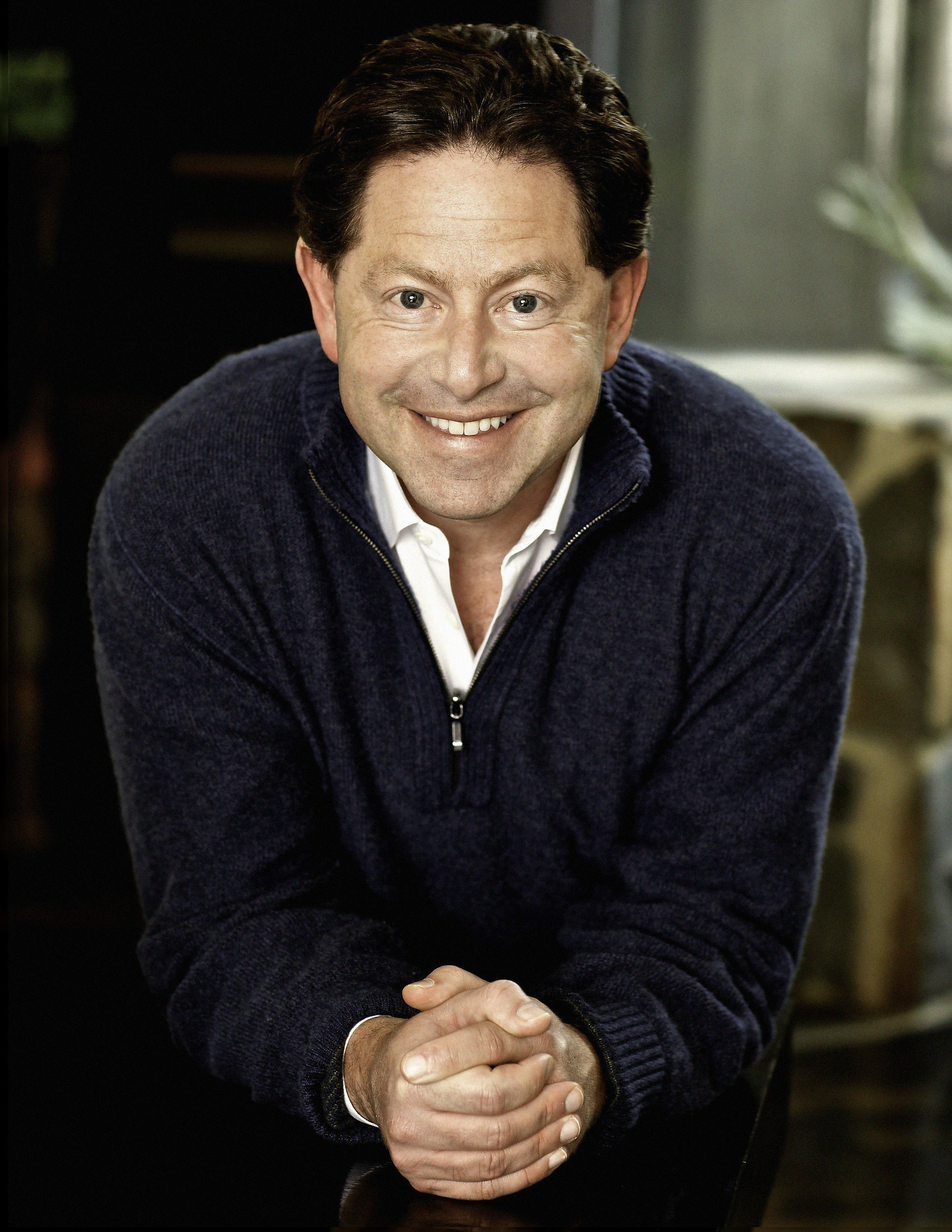
Robert Kotick

Robert A. Kotick (* 1963), häufig nur Bobby Kotick genannt, ist ein US-amerikanischer Unternehmer und Manager. Bis zum 29. Dezember 2023 war er CEO und Präsident des nach Umsatz weltweit größten, US-amerikanischen Computerspielpublishers Activision Blizzard. Seit dem 16. Februar 2012 ist er außerdem Mitglied im Board of Directors der Coca-Cola Company.

## Karriere
Kotick begann seine Karriere 1983, als er noch am College der University of Michigan war, wo er mit der finanziellen Unterstützung von Steve Wynn mit der Entwicklung von Software für den Apple II begann. Kotick bezeichnete Steve Jobs als seinen maßgeblichen Ratgeber, das College vorzeitig zu verlassen und seine unternehmerischen Interessen im Softwarebereich zu verfolgen.
1987 versuchte er erfolglos, Commodore International zu erwerben. Er plante, die Tastatur und das Diskettenlaufwerk des Amiga 500 zu entfernen und das Gerät in die eine 16-Bit-Spielkonsole umzuwandeln. Doch es gelang ihm nicht, Commodores damaligen Chairman Irving Gould zum Verkauf der Firma zu bewegen. Er erwarb daraufhin einen kontrollierenden Anteil an Leisure Concepts, Nintendos US-amerikanischem Lizenzhändler, der in 4Kids Entertainment umbenannt wurde.
Im Dezember 1990 erwarben Kotick und sein Partner Brian Kelly einen Anteil von 25 % am Softwarekonzern Mediagenic, im Februar 1991 wurde Kotick CEO des Unternehmens. Im Dezember änderte das Unternehmen seinen Namen offiziell wieder in Activision um, unter dem die Firma bereits 1979 bis 1988 operiert hatte. Bereits 1986 gründete Kotick das Unternehmen International Consumer Technologies und fungierte bis Januar 1995 parallel als Präsident dieses Unternehmens. 1995 wurde International Consumer Technologies schließlich ein vollständig von Activision kontrolliertes Tochterunternehmen.
Von März 2003 bis August 2008 war Kotick Mitglied des Aufsichtsrats von Yahoo, derzeit ist er Aufsichtsratsmitglied des Center for Early Education, des Los Angeles County Museum of Art und der Tony Hawk Foundation.

## Tätigkeit für Activision Blizzard
Bei Activision machte sich Kotick daran, „ein institutionelles Qualitäts- und gut organisiertes Unternehmen mit Fokus auf unabhängige Entwickler“ aufzubauen. In einem Interview mit dem Spielemagazin Kotaku am 14. Juni 2010 sagte Kotick:

“[…] [P]art of the whole philosophy of Activision was whether you're owned outright or not, if you're a studio you have control of your destiny, you could make decisions about who to hire, flexibility on what products to make, how to make them, schedules appropriate to make them, budgets.”

„[…] Teil der ganze Philosophie von Activison war, dass egal ob du als Entwicklerstudio komplett dem Unternehmen gehörst oder nicht, du hast die Kontrolle über dein Schicksal, du kannst entscheiden wer angestellt wird, du bist flexibel, welche Produkte du machen willst, wie du sie machen willst, hast angemessene Zeitpläne für die Entwicklung, Budgets.“

Kotick fädelte die Fusion von Activision und Vivendi Universal Games zum neuen Marktführer Activision Blizzard ein und wurde von den Aktionären des fusionierten Unternehmens am 9. Juli 2008 als CEO bestätigt. Laut einem Bericht des Forbes Magazine aus dem Jahr 2009 erhielt Kotick zu diesem Zeitpunkt ein Grundgehalt von 953.654 US-Dollar, durch Zusatzleistungen, Optionen und Leistungsprämien erhielt er insgesamt etwa 3,2 Millionen US-Dollar für seine Arbeit für Activision Blizzard.
Kotick nutzte Activision Blizzards Marktmacht mehrfach, um andere Unternehmen und Institutionen im Spielemarkt zu Änderungen ihrer Geschäftsstrategie zu bewegen. Im Juli 2009 drohte er, keine weiteren Spiele für die Spielkonsole PlayStation 3 mehr zu entwickeln, wenn Sony nicht den Verkaufspreis reduziere. Kotick drängte auch die britische Regierung, Activisions anhaltende Investitionen in den britischen Spielesektor zu honorieren, indem sie dem Unternehmen die gleichen Steuervergünstigungen wie Kanada, Singapur und den Ländern des ehemaligen Ostblocks gewähren solle. Unter Kotick rief Activision auf der DICE 2010 zudem die Independent Games Competition ins Leben. Mit Preisgeldern in einer Gesamthöhe von 500.000 US-Dollar sollen damit kleine US-amerikanische Entwickler unterstützt werden.
Im Oktober 2009 rief Activision Blizzard die Call of Duty Endowment (deutsch: Stiftung) ins Leben, eine nach dem Militärshooter-Franchise Call of Duty benannte, öffentliche Non-profit-Wohlfahrtsorganisation, die Soldaten nach dem Ende ihres Militärdienstes beim Übergang in ein ziviles Leben unterstützt, mit dem Ziel, tausende neue Jobs für Veteranen zu schaffen. Kotick besetzte das Beratungsgremium mit Veteranenvertretern der verschiedenen Teilstreitkräfte.

## Kontroversen
Koticks Bild in der Spielergemeinde ist mitunter kontrovers. Teilweise steht dies im Zusammenhang mit seinem vehementen Eintreten für eine Businessstrategie, die sich ausschließlich auf die Entwicklung eigener Werke fokussiert, die – in seinen Worten – über einen langen Zeitraum „ausgebeutet“ werden können, bis hin zum Ausschluss von neuen Titeln, die keine Fortsetzung garantieren. Auf die Frage, warum Activision Blizzard nach der Fusion die Veröffentlichung diverser Titel (u. a. Brütal Legend) aufgab, gab Kotick an, dass sich die Fokussierung auf Franchises, die „das Potential haben, jedes Jahr auf jeder Plattform ausgebeutet werden zu können, mit klarem Fortsetzungspotential und dem Potential, ein 100-Millionen-Dollar-Franchise zu werden“ für Activision Blizzard „bestens ausgezahlt“ habe. Kotick beschrieb diese Businessstrategie als „eng gefasst und tiefgehend“ oder „annualisable“ (deutsch etwa: verjährlichend) und bezeichnete sie als Schlüssel um Entwickler anzusprechen, die nicht von der Entwicklung „spekulativer Franchises“ angezogen werden.
Kotick sorgte auch mit seinen Kommentaren zu Activision Blizzards Franchises mit Hardware-Erweiterungen (z. B. Guitar Hero) für Aufregung. Während des zweiten Finanzquartalsberichts des Geschäftsjahres 2009 wurde Kotick gefragt, wie er mit den hohen Controller-Preisen der neuen Spiele leben könne, worauf er antwortete, „wenn es nach mir ginge, würde ich die Preise sogar noch stärker anheben“. Während einige Berichte diese Aussage wörtlich nahmen, bewertete das Online-Branchenmagazin Gamesindustry.biz den Kommentar als Witz, bezeichnete ihn jedoch als „unsensibel, zu einem Zeitpunkt, zu dem die Konsumenten sehr wahrscheinlich gerade den wirtschaftlichen Druck verspüren“.
Von Seiten der Spielepresse wird regelmäßig über eine zu große Distanz zwischen Kotick und Activisions Kernzielgruppe geklagt. Ars-Technica-Chefredakteur Ben Kuchera schrieb, „Kotick spielt seine Spiele nicht und das sieht man“. Computerspielentwickler Tim Schafer (Brütal Legend) bezeichnete Kotick wegen seiner negativen Haltung gegenüber Spielen als „total prick“ (deutsch: absolutes Arschloch). Gegenüber der Spielewebsite Kotaku bekräftigte Kotick jedoch, er habe sich eine Passion für Computerspiele erhalten, die niemals vergangen sei, und „rattert[e] eine beeindruckende Liste von Konsolen herunter, die er in der Vergangenheit besessen habe, und Spiele, die er liebe“.

## Privates
Kotick wuchs in Long Island, New York, auf. Er war verheiratet und hat drei Töchter. Mit seiner Familie wohnt er mittlerweile in Kalifornien. Seit 2012 ist er geschieden. Kotick hatte einen Cameo-Auftritt in dem Film Die Kunst zu gewinnen – Moneyball (2011) mit Brad Pitt und Philip Seymour Hoffman.